# Oprelvekin
Oprelvekin là interleukin tái tổ hợp mười một (IL-11), một yếu tố tăng trưởng huyết khối kích thích trực tiếp sự tăng sinh của các tế bào gốc tạo máu và tế bào tiền thân megakaryocyte và gây ra sự trưởng thành của megakaryocyte. Nó được bán trên thị trường dưới tên thương mại Neumega.

## Dữ liệu hóa học, dược lý và tiếp thị
IL-11 là thành viên của một gia đình có các yếu tố tăng trưởng của con người và đang được sản xuất trong tủy xương của những người trưởng thành khỏe mạnh. Từ đồng nghĩa là:
- AGIF
- Yếu tố ức chế adipogenesis
- Tiền chất Interleukin-11.

Oprelvekin được sản xuất tại Escherichia coli (E. coli) bằng công nghệ DNA tái tổ hợp. Protein này có khối lượng phân tử khoảng 19.000 g/mol và không bị glycosyl hóa. Polypeptide có chiều dài 177 amino acid (IL-11 tự nhiên có 178). Sự thay đổi này đã không dẫn đến sự khác biệt có thể đo lường được trong hoạt động sinh học cả trong ống nghiệm hoặc in vivo.
Hoạt động tạo máu chủ yếu của Neumega là kích thích megakaryocytopoiesis và thrombopoiesis. Ở chuột và các nghiên cứu linh trưởng không phải của con người, Neumega đã cho thấy hoạt động huyết khối mạnh mẽ trong tạo máu bị tổn thương, bao gồm cả động vật bị ức chế tủy vừa phải. Trong các nghiên cứu, cải thiện Neumega tiểu cầu nadirs và tăng tốc phục hồi tiểu cầu so với đối chứng.
Trong các nghiên cứu trên động vật, Oprelvekin cũng có các hoạt động không tạo máu. Điều này bao gồm sự điều hòa tăng trưởng biểu mô ruột (tăng cường chữa lành các tổn thương đường tiêu hóa), ức chế quá trình tạo mỡ, khởi phát tổng hợp protein giai đoạn cấp tính (ví dụ, fibrinogen) và ức chế các cytokine gây viêm đại thực bào. Tuy nhiên, những thay đổi bệnh lý, một số cũng thấy ở người, đã được chú ý:
- phù nề
- xơ hóa gân và nang khớp
- dày lên và
- nhiễm độc phôi (xem dưới thai).

Trong các thử nghiệm tiền lâm sàng ở người, megakaryocytes trưởng thành phát triển trong quá trình điều trị in vivo với Neumega là siêu âm, hình thái và chức năng bình thường. Họ cũng cho thấy một tuổi thọ bình thường.
Trong một nghiên cứu trong đó liều tiêm dưới da 50 µg/kg được dùng cho mười tám người đàn ông khỏe mạnh, nồng độ đỉnh trong huyết thanh (Cmax) là 17,4 ± 5,4   ng/mL đạt được ở mức 3,2 ± 2,4 giờ (Tmax) sau khi dùng thuốc. Thời gian bán hủy của thiết bị đầu cuối là 6,9 ± 1,7 giờ. Trong một nghiên cứu thứ hai trong đó đơn 75   Các liều tiêm dưới da và tiêm tĩnh mạch được tiêm cho hai mươi bốn đối tượng khỏe mạnh, hồ sơ dược động học là tương tự giữa nam và nữ. Sinh khả dụng tuyệt đối của Neumega là> 80%. Trong một nghiên cứu trong đó nhiều, liều tiêm dưới da của cả 25 và 50   Thuốc giảm cân/kg được dùng cho bệnh nhân ung thư được hóa trị liệu, Neumega không tích lũy và độ thanh thải của Neumega không bị thay đổi sau nhiều liều. Bệnh nhân ung thư nhi được điều trị bằng hóa trị tích cực cho thấy các đặc điểm dược lý tương tự.
Ở người được điều trị bằng Oprelvekin trên cơ sở hàng ngày, sự gia tăng gấp đôi nồng độ fibrinogen đã xảy ra. Các tình nguyện viên khỏe mạnh cho thấy sự gia tăng hoạt động của yếu tố von-Willebrand (vWf). Các phân tử biệt lập được hình thành dưới Oprelvekin đã được tìm thấy có cấu trúc đa cực chính xác giống như yếu tố 'bình thường' và do đó hoạt động đầy đủ. Những sự gia tăng các yếu tố đông máu này có thể góp phần vào sự phát triển của đột quỵ (xem dưới tác dụng phụ), nhưng một mối liên hệ chính xác không thể được thực hiện ở giai đoạn này.
Trong một loạt các nghiên cứu lâm sàng dựa trên sự chấp thuận của FDA, Neumega cho thấy hiệu quả trong việc giảm giảm tiểu cầu ở bệnh nhân ung thư được điều trị bằng thuốc hóa trị liệu ức chế tủy khi được đo bằng cách giảm đáng kể nhu cầu truyền tiểu cầu.
Neumega được sản xuất và bán bởi Wyeth. Thuốc được bào chế trong các lọ sử dụng một lần chứa 5   mg oprelvekin (hoạt động cụ thể khoảng 8 × 106 Đơn vị/mg) dưới dạng bột đông khô, vô trùng. FDA đã phê duyệt loại thuốc này vào năm 1997.

## Chỉ định
Neumega được chỉ định để ngăn ngừa giảm tiểu cầu nặng và giảm nhu cầu truyền tiểu cầu sau khi hóa trị liệu ức chế tủy ở bệnh nhân trưởng thành bị khối u ác tính không có u nguyên bào có nguy cơ giảm tiểu cầu nặng. Hiệu quả đã được chứng minh ở những bệnh nhân đã trải qua giảm tiểu cầu nghiêm trọng sau chu kỳ hóa trị liệu trước đó.

## Chống chỉ định và phòng ngừa
- Bệnh nhân đã biết quá mẫn cảm với Oprelvekin hoặc bất kỳ thành phần nào khác.
- Bệnh nhân bị suy tim nặng hoặc mất bù không nên điều trị, vì Oprelvekin có thể gây ứ nước quá mức với phù và mất bù tim. Bệnh nhân mắc bệnh tim được bù phải được điều trị thận trọng và dưới sự giám sát lâm sàng vĩnh viễn.
- Neumega không được chỉ định sau hóa trị liệu suy tủy (tăng khả năng tác dụng phụ nghiêm trọng) và ở bệnh nhân nhi.
- Suy thận: Neumega được bài tiết qua thận. Không có sự khác biệt của các thông số dược lý và sự khác biệt lâm sàng đã được nhìn thấy trong suy yếu nhẹ đến trung bình. Suy giảm nghiêm trọng đã dẫn đến sự gia tăng số lượng bệnh nhân bị giảm huyết sắc tố do thiếu máu pha loãng. Bệnh nhân có chức năng thận bị rối loạn nghiêm trọng nên được theo dõi rất chặt chẽ.
- Hiệu quả của Oprelvekin chưa được nghiên cứu một cách có hệ thống ở những bệnh nhân sử dụng chế độ hóa trị trong thời gian hơn 5 ngày/mỗi chu kỳ hoặc trong các chế độ có chứa các tác nhân gây giảm tiểu cầu chậm (ví dụ nitrosoureas, mitomycin C. Neumega không nên được đưa ra trong những trường hợp này.

## Mang thai
Trong các nghiên cứu với chuột và thỏ được điều trị mãn tính, Oprelvekin cho thấy độc tính với phôi và thai nhi (chết sớm phôi và giảm số lượng thai nhi, dị tật thai nhi, v.v.). Không có đủ dữ liệu của con người. Phụ nữ mang thai chỉ nên được điều trị, nếu lợi ích cho người mẹ lớn hơn nguy cơ tiềm ẩn cho thai nhi.

## Thời gian cho con bú
Không có dữ liệu về người nếu thuốc được phân phối vào sữa mẹ. Phụ nữ cho con bú nên ngừng cho con bú hoặc Neumega, quyết định nên tính đến tầm quan trọng của thuốc đối với người mẹ.

## Tác dụng phụ
Neumega đã gây ra phản ứng dị ứng mà đôi khi rất nghiêm trọng. Các triệu chứng đã bị phù mặt và lưỡi, hoặc thanh quản; khó thở; khò khè; đau ngực; hạ huyết áp (bao gồm sốc); rối loạn chức năng; mất ý thức, phát ban, nổi mề đay, đỏ bừng và sốt. Những phản ứng này có thể xảy ra sau liều đầu tiên hoặc sau bất kỳ ứng dụng nào sau đó. Neumega nên ngưng vĩnh viễn ở những bệnh nhân có bất kỳ dấu hiệu dị ứng nào. Điều trị phần lớn là triệu chứng.
Oprelvekin cũng gây ra tình trạng ứ nước khá thường xuyên, từ phù ngoại biên (khoảng 40% bệnh nhân) đến khó thở và phù phổi phát triển đầy đủ có hoặc không có mất bù tim (xem chống chỉ định và phòng ngừa). Những triệu chứng này đã dẫn đến một số cái chết. Giữ nước của tôi cũng dẫn đến thiếu máu pha loãng (ở 10 đến 15% bệnh nhân). Hạ kali máu của tôi cũng có kết quả. Các triệu chứng ứ nước đã được quan sát thường xuyên hơn ở những bệnh nhân sau hóa trị liệu sẹo lồi (xem chống chỉ định). Rối loạn nhịp tim nghiêm trọng (cuồng nhĩ và rung nhĩ) cũng như ngừng tim gây tử vong cũng đã được nhìn thấy có thể hoặc có thể không được quy cho việc giữ nước/tăng thể tích. Các trường hợp đột quỵ riêng biệt đã được ghi nhận, những bệnh nhân bị cơn thiếu máu não thoáng qua trước đó hoặc đột quỵ một phần/nhỏ có thể có nguy cơ đặc biệt.
Chứng phù mắt đã được quan sát (2%) và có thể dẫn đến rối loạn thị lực và thậm chí mù tạm thời hoặc mù vĩnh viễn. Bệnh nhân bị phù nề từ trước hoặc có sự tham gia của hệ thống thần kinh trung ương có thể có nguy cơ cao hơn.
Trong các nghiên cứu sau khi đưa ra thị trường, các trường hợp đơn độc của rối loạn nhịp thất nặng và suy thận đã được nhìn thấy.
Phản ứng tại chỗ tiêm cũng đã được quan sát (viêm da, đau và đổi màu), nhưng thường nhẹ.

## Tương tác
Ứng dụng đồng thời của GM-CSF như filgrastim hoặc Sargramostim cho thấy không có tương tác tiềm năng. Ngoài ra, không có tương tác khác được biết đến. Tương tác với các thuốc trải qua quá trình chuyển hóa enzyme P450 không có khả năng xảy ra.

## Kiểm tra cần thiết trong quá trình điều trị
Công thức máu toàn bộ nên được lấy trước khi bắt đầu hóa trị và trong khoảng thời gian ngắn sau đó. Số lượng tiểu cầu nên được thực hiện tại thời điểm nadir dự kiến (số lượng tiểu cầu thấp nhất) và ít nhất là cho đến khi bắt đầu thuyên giảm (số lượng tiểu cầu lớn hơn 50.000). Bệnh nhân cần được theo dõi các dấu hiệu dị ứng, ứ nước và thiếu máu trong và sau khi điều trị bằng Neumega. Cần phải theo dõi chặt chẽ cổ trướng và tràn dịch màng tim vì các dấu hiệu xấu đi.

## Chế độ liều lượng
Liều dùng ở bệnh nhân suy thận nặng là 50   µg/kg tiêm dưới da mỗi ngày một lần hoặc bụng, đùi hoặc hông. Hầu hết bệnh nhân sẽ có thể tự dùng thuốc sau khi đào tạo thích hợp.
Bệnh nhân suy thận nặng chỉ nên nhận 25  µg/kg mỗi ngày.
Liều đầu tiên nên được dùng từ 6 đến 24 giờ sau khi hoàn thành hóa trị. Liều dùng nên được tiếp tục cho đến khi số lượng tiểu cầu đạt ít nhất 50.000 tế bào. Thông thường, một khóa học của Neumega bao gồm 10 đến 21 ngày.
Nên ngừng thuốc ít nhất 2 ngày trước khi bắt đầu chu kỳ hóa trị tiếp theo.

## Thông tin thêm
Lọ Neumega phải được bảo quản trong tủ lạnh ở 2 đến 8 C (36 đến 46 F). Tránh ánh sáng. Đừng đóng băng.

## Thông tin cho bệnh nhân/người 'không chuyên'
Phần này cung cấp thông tin cho bệnh nhân được điều trị bằng Neumega hoặc những người 'không chuyên' nhưng quan tâm đến y học/dược lý:
Bạn đã được chẩn đoán mắc bệnh ung thư. Ung thư này là trong trường hợp của bạn được điều trị bằng hóa trị. Hóa trị đã gây ra hoặc có thể gây trầm cảm nghiêm trọng cho tiểu cầu. Bạn cần một mức độ bình thường của tiểu cầu để duy trì đông máu và ngăn ngừa chảy máu nghiêm trọng. Neumega được sử dụng để tăng số lượng tiểu cầu bị trầm cảm lên mức cao hơn để thúc đẩy bảo vệ chống lại các đợt chảy máu. Thuốc được tiêm một lần một ngày dưới da, ví dụ, ở hông hoặc đùi của bạn. Bác sĩ lâm sàng của bạn sẽ chỉ cho bạn kỹ thuật chính xác, vì vậy bạn có thể hoàn thành các khóa trị liệu Neumega tại nhà. Một liệu trình của Neumega thường bắt đầu từ 6 đến 24 giờ sau khi hoàn thành hóa trị và được tiếp tục trong 10 đến 21 ngày theo quyết định của bác sĩ. Các bác sĩ sẽ yêu cầu bạn trải qua số lượng tế bào máu thường xuyên để xác định hiệu quả của liệu pháp và quá trình điều trị tiếp theo. Hãy tuân thủ lời khuyên của anh ấy/cô ấy vì lý do an toàn của riêng bạn.
Neumega là một loại thuốc mạnh và có thể có tác dụng phụ nhất định, đôi khi nguy hiểm. Quan trọng nhất là phản ứng dị ứng nghiêm trọng, có thể xảy ra bất cứ lúc nào của liệu pháp Neumega. Thông báo cho bác sĩ ngay lập tức nếu bạn bị sưng mặt, lưỡi hoặc thanh quản, khó thở, hạ huyết áp, sốc, sốt hoặc phản ứng da (nổi mề đay, phát ban). Ngoài ra, Neumega có thể gây ứ nước ở tỷ lệ bệnh nhân cao. Nếu bạn nhận thấy sự tăng cân ồ ạt không thể giải thích được, các phiên bản ngoại vi (ví dụ như mắt cá chân, cánh tay hoặc chân bị sưng) nặng hơn nhẹ đến trung bình hoặc nếu bạn cảm thấy khó thở mà không có dấu hiệu dị ứng, hãy liên hệ với bác sĩ ngay lập tức hoặc quay số 911. Bạn có thể bị phù phổi và/hoặc suy tim mất bù phải được điều trị ngay lập tức. Điều tương tự cũng đúng, nếu bạn có nhịp tim không đều cùng với chóng mặt và chóng mặt, hoặc mất ý thức đột ngột.
Nếu bạn nhận thấy sự giảm thị lực hoặc thậm chí mù lòa hãy gọi cho bác sĩ ngay lập tức hoặc quay số 911, bởi vì bạn đang ở trong tình huống khẩn cấp tuyệt đối.
Phản ứng tại vị trí tiêm thường nhẹ và bao gồm phản ứng da (viêm da), đau hoặc đổi màu. Họ không yêu cầu chấm dứt trị liệu. Để ngăn chặn những tác dụng phụ này, bạn sẽ được yêu cầu thay đổi vị trí tiêm thường xuyên.